# Ocyptamus cylindrica
Ocyptamus cylindrica là một loài ruồi trong họ Ruồi giả ong (Syrphidae). Loài này được Fabricius mô tả khoa học đầu tiên năm 1781. Ocyptamus cylindrica phân bố ở vùng Tân Nhiệt đới